# Miwa THE BEST
『miwa THE BEST』（ミワ ザ ベスト）は、日本のシンガーソングライター・miwaの1枚目のベスト・アルバム。2018年7月11日にSony Recordsから発売。

## 概要
完全生産限定盤（2CD+BD+グッズ）、初回生産限定盤（2CD＋DVD）と通常盤（2CD）の3形態で発売。
完全生産限定盤にはBlu-ray形態で、初回生産限定盤にはDVD形態で、それぞれMV集の『miwa clips vol.2』が付属する。MV集としては『miwa clips vol.1』以来約6年ぶりのリリースとなる。
さらに完全生産限定盤はアナログサイズジャケット仕様となり、2010年に限定発売されたグッズ（Tシャツ）の復刻版も付属する。初回生産限定盤は、ホログラム三方背ケース仕様。
シングル「アップデート」と本ベストアルバムのW購入者特典も実施。
通常盤のジャケットは絵柄が4種類ランダムで出荷され、miwaが目を閉じているバージョンはレア・バージョンとなる。

## 収録曲

### Disc 1
1. don't cry anymore
1stシングル
2. リトルガール
2ndシングル
3. chAngE
3rdシングル
4. オトシモノ
4thシングル
5. 春になったら
5thシングル
6. 441
6thシングル
7. FRiDAY-MA-MAGiC
7thシングル
8. 片想い
8thシングル
9. ヒカリヘ
9thシングル
10. ホイッスル〜君と過ごした日々〜
10thシングル
11. ミラクル
11thシングル
12. Faraway
12thシングル「Faraway／Kiss you」収録曲
13. Kiss you
12thシングル「Faraway／Kiss you」収録曲。アルバム初収録
14. Faith
13thシングル

### Disc 2
1. 君に出会えたから
14thシングル
2. 希望の環 (WA)
15thシングル「希望の環 (WA)／月食 〜winter moon〜」収録曲
3. 月食 ～winter moon～
15thシングル「希望の環 (WA)／月食 〜winter moon〜」収録曲
4. fighting-φ-girls
16thシングル
5. 360°
17thシングル
6. 夜空。feat.ハジ→
18thシングル「夜空。feat.ハジ→／ストレスフリー」収録曲
7. ストレスフリー
18thシングル「夜空。feat.ハジ→／ストレスフリー」収録曲
8. あなたがここにいて抱きしめることができるなら
19thシングル
9. Princess
20thシングル「Princess／シャンランラン」収録曲
10. シャンランラン
20thシングル「Princess／シャンランラン」収録曲
11. 結 -ゆい-
21stシングル
12. シャイニー
22ndシングル。アルバム初収録
13. We are the light
23rdシングル。アルバム初収録
14. アップデート
24thシングル。アルバム初収録

Bonus Track
1. Unchained Love (4:30)
  - 作詞：miwa、NAOKI-T & Shoko Fujibayshi / 作曲：miwa & NAOKI-T / 編曲：NAOKI-T

2018年5月29日に配信限定でリリースされた[5]
2. アコースティックストーリー
  - 作詞・作曲：miwa & her0ism / 編曲：her0ism

2018年6月11日に先行配信された
3. めぐろ川 -original ver.-
1stシングル「don't cry anymore」のカップリング曲。シングルバージョンはアルバム初収録[注 3]

### MV集（完全生産限定版、初回生産限定盤のみ）
『miwa clips vol.2』
1. ヒカリヘ
2. ミラクル
3. Delight
4. Faraway
5. Faith
6. キットカナウ
7. 希望の環（WA）
8. fighting-Φ-girls
9. あなたがここにいて抱きしめることができるなら
10. We are the light